# Бин Тлейлакс
Бин Тлейлакс (на английски: Bene Tleilax) или Тлейлаксианци (на английски: Tleilaxu) са ксенофобско и изолационистко общество в измисления от Франк Хърбърт свят на Дюн. Бин Тлейлакс са генетични манипулатори и властта им е почти колкото на останалите Велики династии в Империята. Тлейлаксианците държат контрола над няколко планети, но първоначално са свързани с планетата Тлейлакс, единствената планета до звездата Талим.
Бин Тлейлакс не са организирани във феодален строй, както е в по-голямата част от Империята. Те са изключително потайни и за тях се знае съвсем малко; въпреки това в Еретиците на Дюн се споменава, че са обществото, в което всеки получава статут според заслугите си (а не богатството си). Известни са на останалия свят с биологичните си изобретения и продукти като например изкуствени очи, голи и лицетанцьори. Тъй като дейността и продуктите им поставят много морални въпроси, но са силно желани, доверито към тлейлаксианците е малко; въпреки това влиянието им се запазва.
Използването на „Бин“ пред името им предполага, че имат някаква йерархия, както е напр. при Бин Джезърит; това става ясно в последните два романа от поредицата на Хърбърт, Еретиците на Дюн и Дюн: Домът на ордена.